# Reino quiché de Q'umarkaj
El reino quiché fue un Estado en el altiplano de Guatemala, establecido por los maya quiché a inicios del siglo XIII. En el siglo XV, el reino quiché se había convertido en una de las civilizaciones más poderosas de Mesoamérica en el período posclásico. En 1524 fue conquistado por las fuerzas aliadas de los españoles, nahuas y cachiqueles bajo el mando de Pedro de Alvarado.
El poder del reino quiché tuvo su apogeo durante el reinado de Quicab, quien gobernaba desde el pueblo fortificado de Q'umarkaj. Durante su reinado, los quiché subyugaron otros pueblos Mayas como los zutuhuiles, cachiqueles y mames, así como el pueblo nahua. Controlaron extensas áreas en el altiplano, la costa sur de Guatemala, así como zonas en el suroeste de México.

## Historia

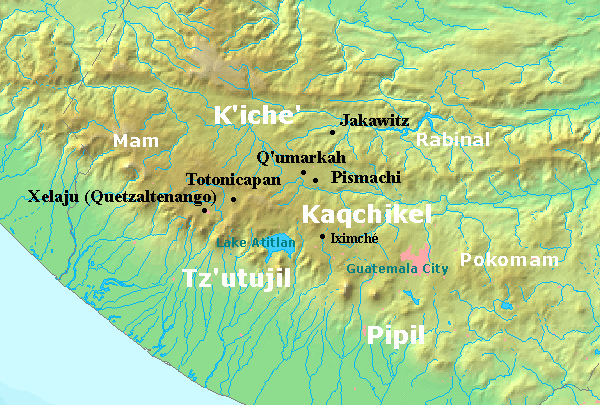
Mapa del sur de Guatemala en el período Posclásico mostrando la ubicación de importantes centros urbanos k'iche' (en negro) y otros grupos étnicos (en blanco).

### Conflictos entre linajes (ca. 1400)

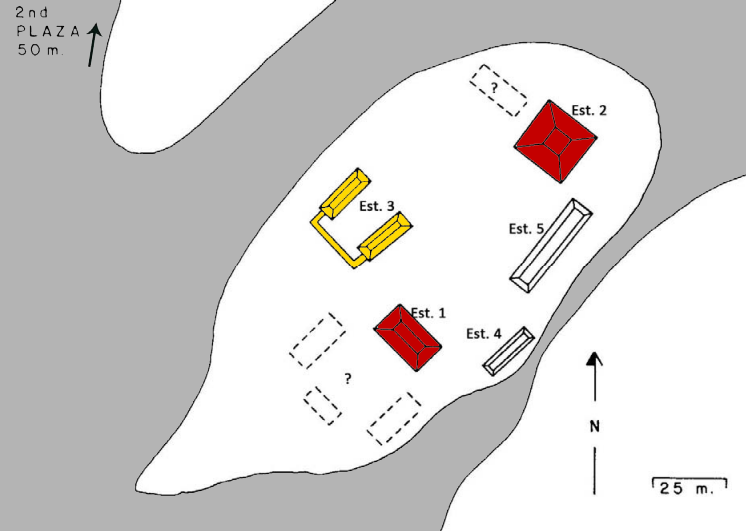
Planos de la plaza principal de Ismachi' (Pismachi').

### Q'uq'umatz y Kicab (ca. 1400 - 1475)

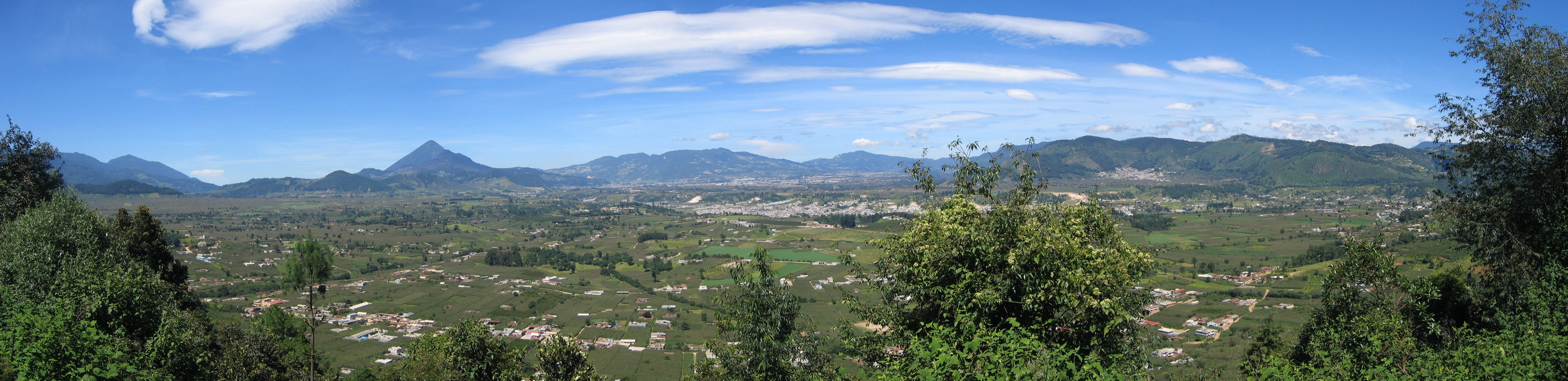
El altiplano de Guatemala, centro del extenso reino K'iche'.

### Tepepul e Iztayul (ca. 1475 - 1478): Fracaso de la toma de Iximché

El reino Quiche de Gumarcaaj junto a las demás entidades territoriales que existían en el resto de Centroamérica en el antes de la llegada de los españoles.

### Conquista: primeras batallas con Pedro de Alvarado y quema de Oxib' Kej y Belejeb' Tzi'

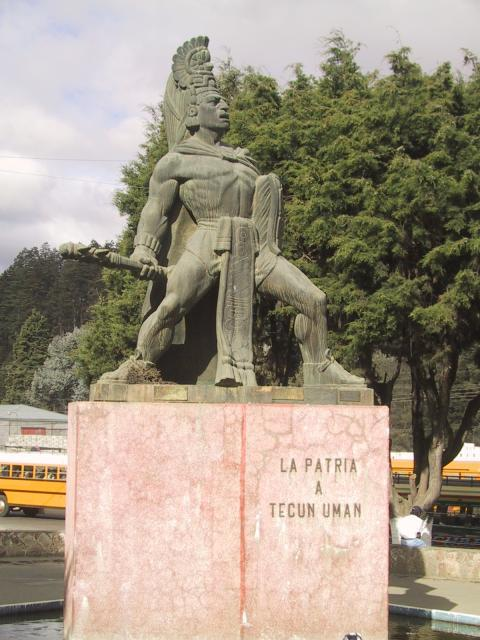
Estatua de Tekum Uman en Quetzaltenango.